# 填海

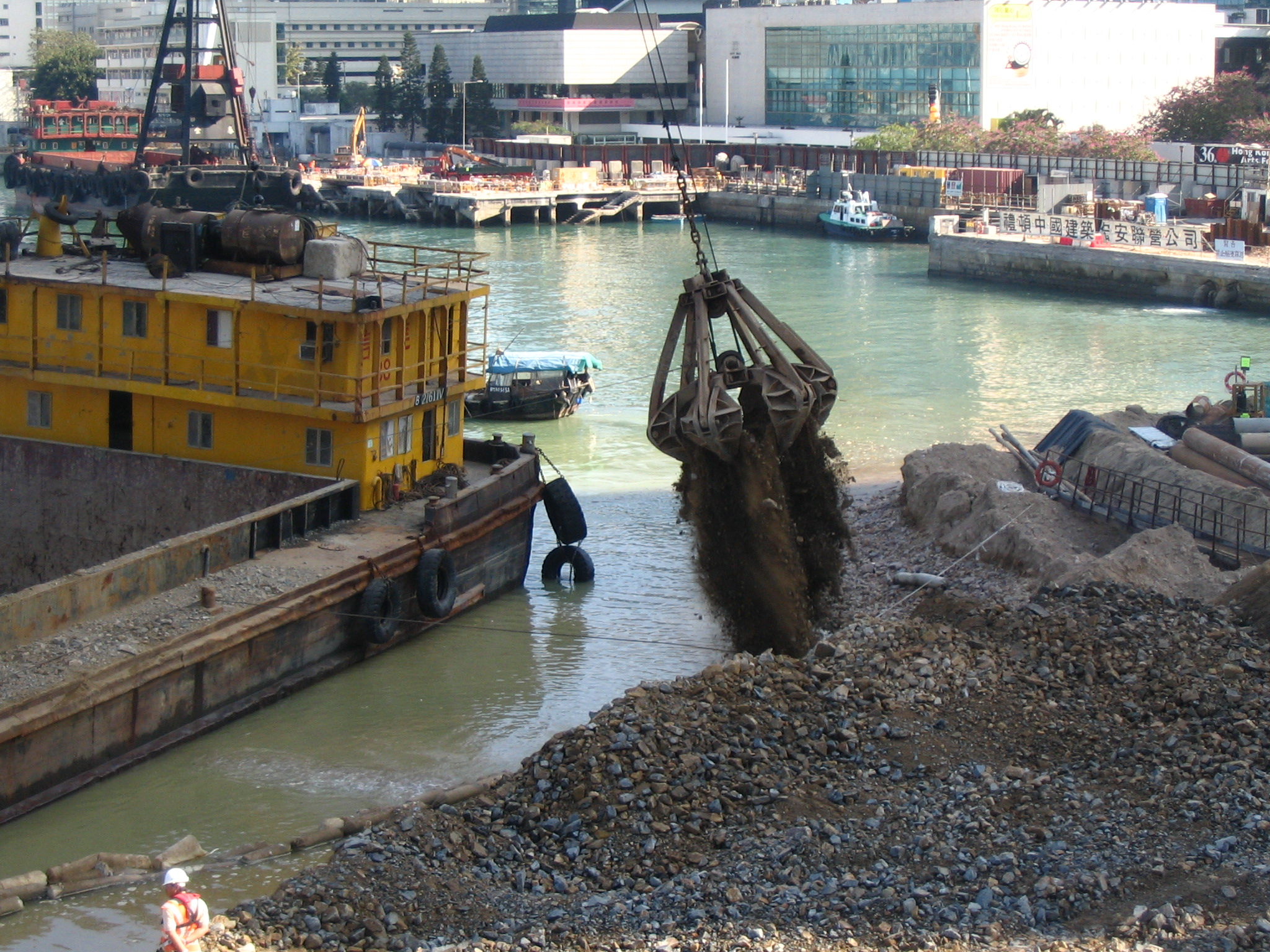
香港中區填海第三期工程中，一艘挖泥船正在卸泥

填海，又稱海埔新生地、埋立地、干拓，指將原有的海域、湖区或河岸转变为陸地。對於山多平地少的沿海城市，填海是一個為市區發展製造平地的很有效的方法。不少沿海城市，例如東京、香港、澳門、新加坡、深圳及天津等等，均採用此法製造平地。有些機場，如日本關西國際機場更是整座百分之百填海而成，包括與陸地連接的連絡道路。

## 填海類型
- 近岸填海：沿現有海岸線向水域範圍延伸
- 連接島嶼：把天然島嶼以填海連接大陸
- 人工島：在沒有陸地連接的情況下填出一塊全新土地

## 歷史

### 荷兰
荷蘭自13世紀起就開始大規模圍海填海，如今兩成的荷蘭國土是人工填海造出。弗莱福兰省所有土地幾乎都為填海區域，故有“上帝造海，荷人造陸”之稱。

### 日本

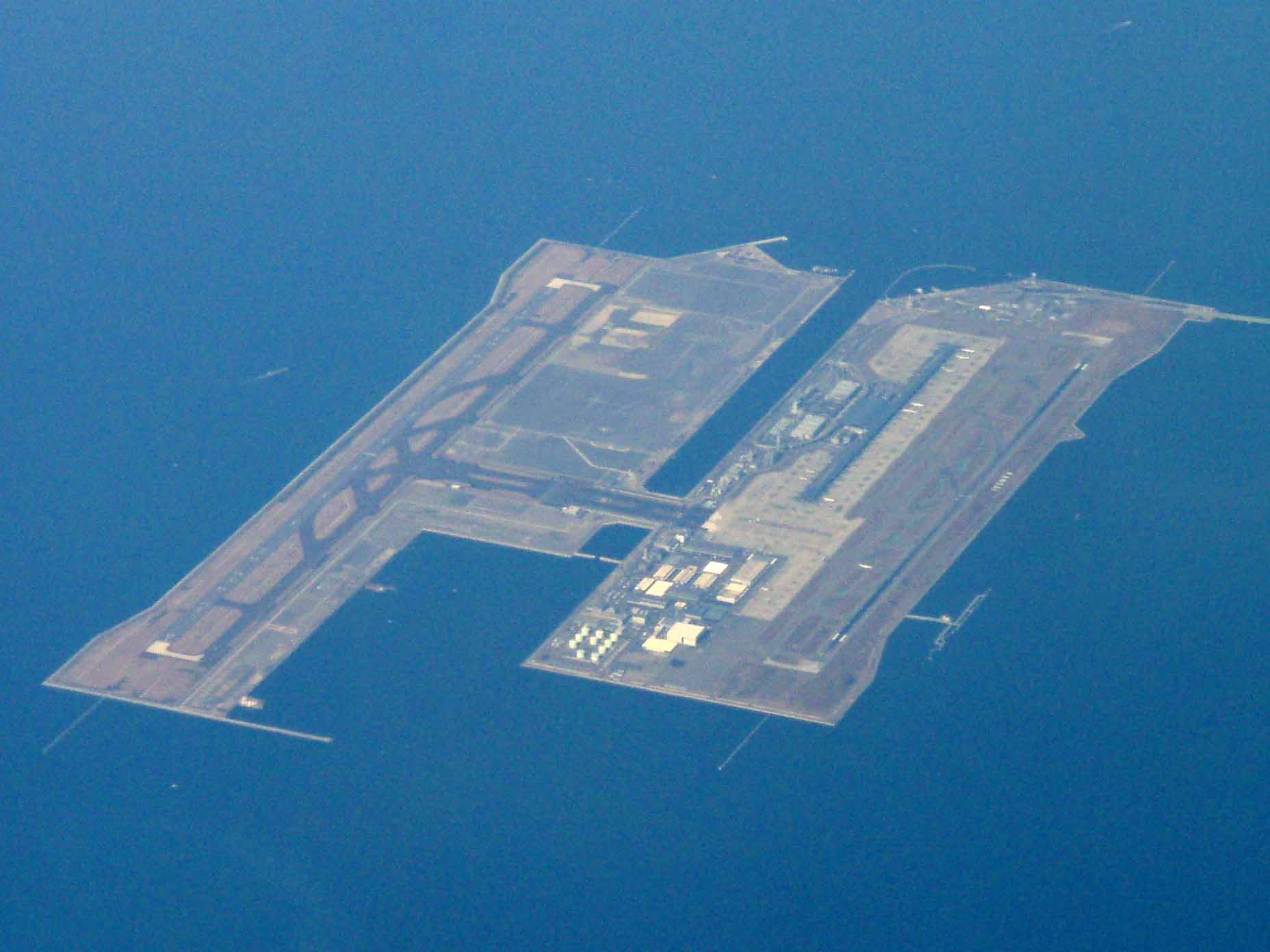
在海中心建造的日本關西國際機場

日本的填海計劃很早，石川润一郎说：“日本早在11世纪就有了填海造地的历史记录，平安時代平清盛将军便開始在神户填海興建人工码头。到了17世纪，江户幕府将军亦在东京湾进行了大规模的填海造地。”二战后，因人口增加，土地需求急增等因素，大规模填海造地的情况更為普遍，1945至1975年，日本政府造地11.8万公顷，包括機場、港口以及部分新發展區（如御台場）等。填海造陸後的土地日語中稱之為埋立地。

### 韩国
韓語稱之為干拓（간척），仁川國際機場所在地原為兩個島，興建機場填海後連成一個島。

### 摩纳哥
1981年摩纳哥开始填海造陸，建设豐維埃耶新城，得地0.22平方公里，国土擴大了12%。

### 新加坡
新加坡1965年建國迄今，已经造地100多平方公里，樟宜国际机场、工业区裕廊岛、濱海灣等都是填海而建的。

### 香港
香港山多平地少，1842年香港開埠後，首次將興建皇后大道上的沙石推進大海，以後香港便不斷填海造地，一百多年來，填海面積已達67平方公里，佔香港總面積超過百分之六。
截至2019年9月，香港政府最近的大型填海工程為明日大嶼願景，亦是香港史上最昂貴的基建，估計造價至少6,240億元，耗時至少13年。多個環保組織及巿民對此表示不滿，並引發民主派等派别在香港立法會抗議。

### 中國大陸

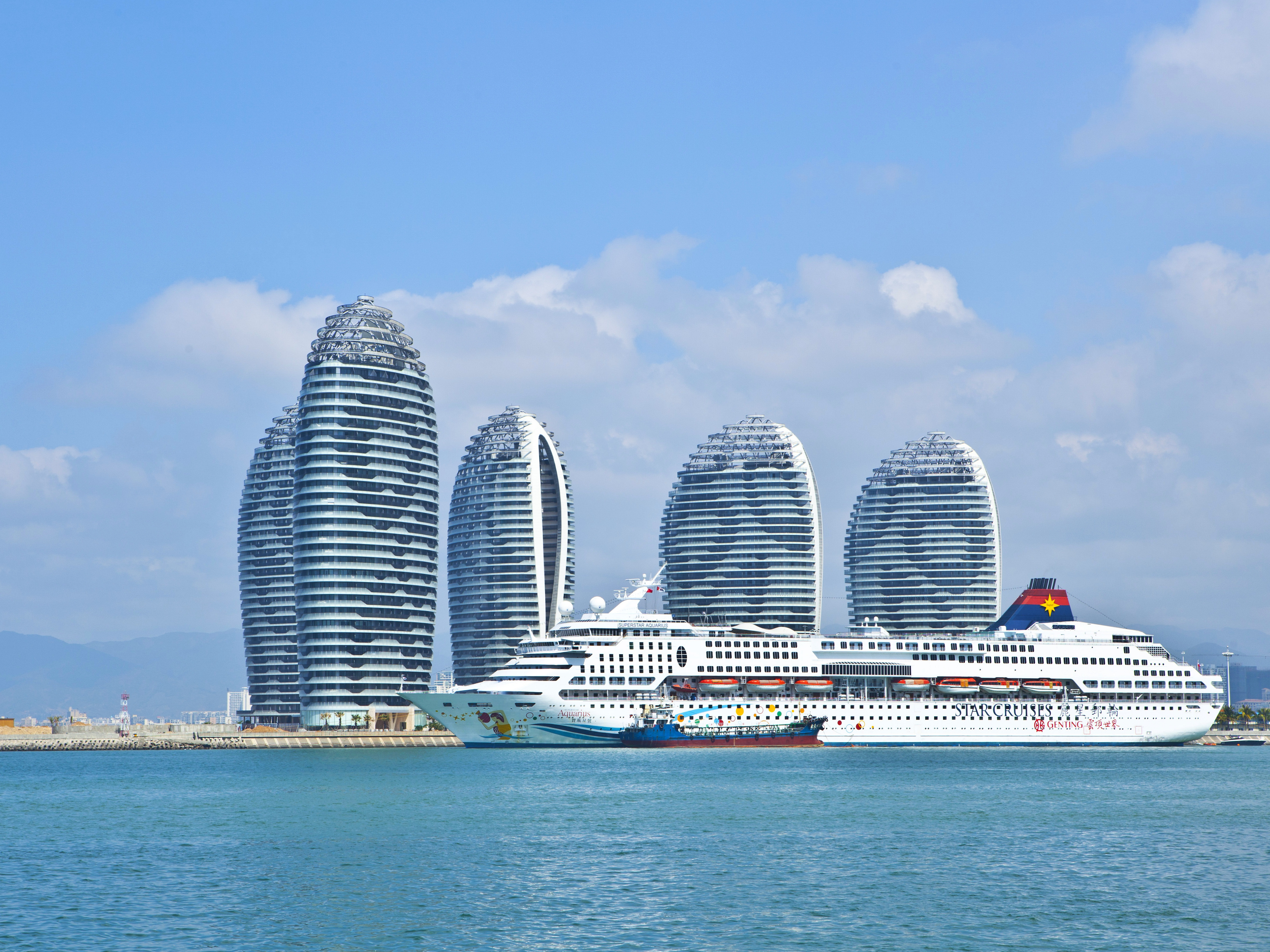
海南省的鳳凰島豪宅區是整個建於填海地上，為一人工島

天津填海造陆工程是目前中国大陸正在进行中的国内最大的填海造陆工程，总面积将达200余平方公里。

### 澳门
澳門天然土地狹小，因此早在1863年便開始填海工程。直至2013年，澳門填海所得的土地面積已大大超過原有的天然土地，填海所得土地占全澳門土地面積近三分之二，而隨着澳氹新填海區的落成，此一比數會進一步擴大。長期的填海使得澳門原本的天然海岸線幾近消失，只剰路環的東部與南部有天然的海岸線。

### 台湾
日治時期，在今高雄市鼓山區哈瑪星一帶填海造陸，設立「打狗停車場」（今高雄港車站）作為縱貫鐵道終點，後來發展成為高雄政經中心。台灣將填海造陸後的土地稱之為海埔新生地或沿用日治時期之埋立地，而近年臺灣的填海造陸，台灣最早的海埔新生地位於新竹市的新竹海埔新生地，1957年5月著手開發，1960年3月完成，實驗區共88公頃。最具代表性的是位於雲林縣麥寮鄉，台塑集團的第六套輕油裂解廠，開發造地的面積約2,255公頃；1979年開發彰濱工業區總面積3,643公頃，為台灣目前最大之工業區與填海工程。

## 影響

### 好處
- 有效製造平地，以供市區發展。
- 美化海岸線，改善沿海景觀。
- 減緩對土地的侵蝕，有利既有農地、陸地的維持、保護土地。
- 機場、工業區等被視為嫌惡設施的建設可利用填海方式興建，以遠離人口稠密區，避免用地取得困難且可降低噪音影響。
- 增加大片土地，並且發展新市鎮。

### 壞處
- 破壞海洋生態，影響水中生物生活，不但生物不能生存，更大量出现了紅潮的情况，生物多樣性下降，棲息地減少。
- 過度填海會使海港收窄，令水流更急速，波浪波幅更大，影響船隻航行。
- 對於直接把雨水排出大海的地區，填海令地下的雨水渠延長。而因為延長部份斜度的不足，所以整條雨水渠的排水力減低。在雨季時，就可能因為大雨而造成內城街道水浸的問題。
- 產生凸堤效應，讓周邊的海岸線往內縮。
- 影響自然景觀。
- 污染物累積在變狹了的海港內，難以沖走，使港灣水質惡化。
- 水土流失，因為海域上增加波浪，令一些天然的沙及泥土沖走。
- 工程期間，發生空氣、噪音污染。

## 文化
中國神话有「精卫填海」的故事。陶淵明寫過一首詩，詩中說：「精衛銜微木，將以填滄海」。